# 六鄉站

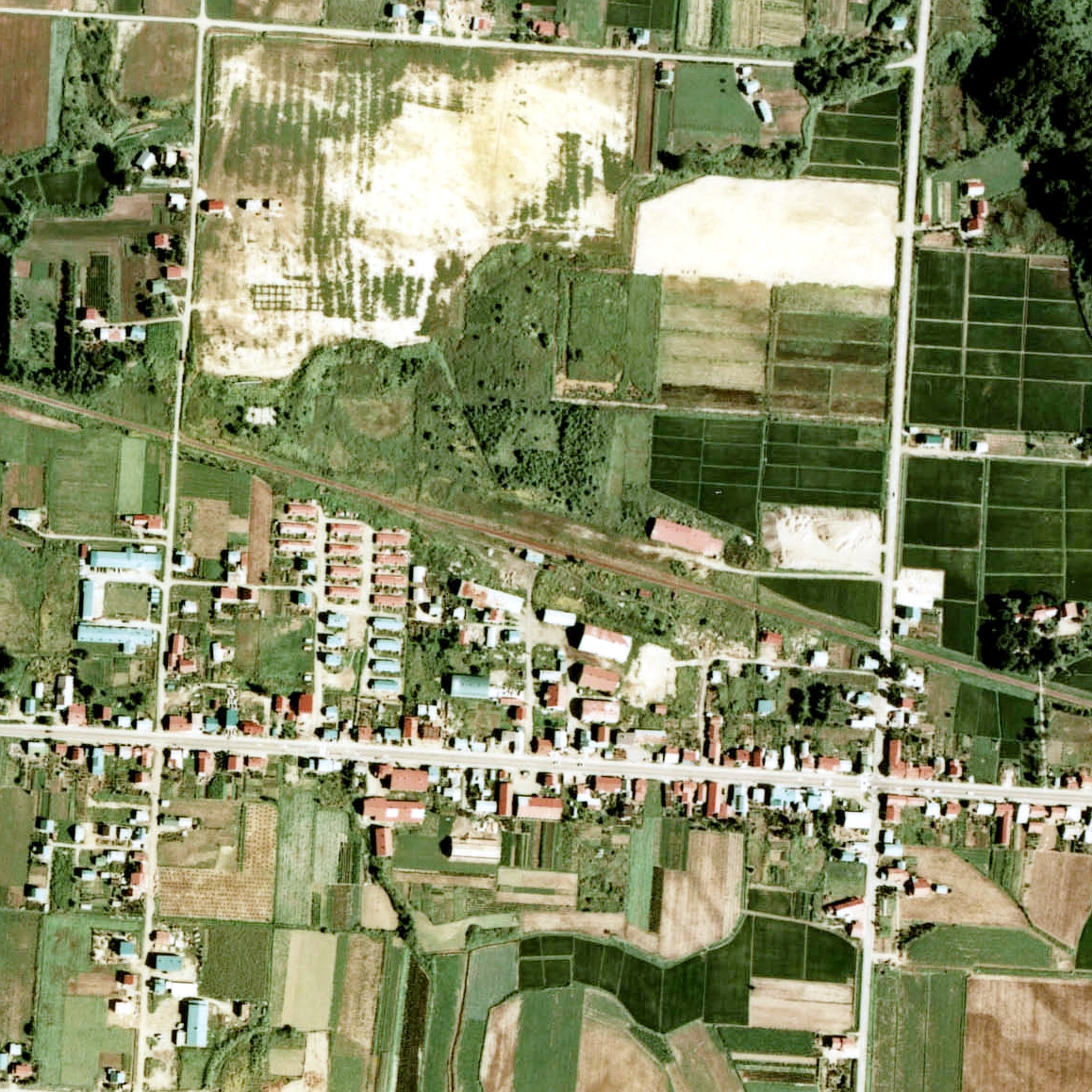
1976年的六鄉站與方圓約750米範圍。左邊是俱知安方向。

六鄉站（日语：／ Rokugō eki */?）是位於北海道虻田郡俱知安町北4條東8丁目，日本國有鐵道的膽振線車站（廢站）。隨著膽振線廢除，車站在1986年（昭和61年）11月1日廢除。

## 歷史
- 1919年（大正8年）11月15日 - 國有鐵道京極輕便線俱知安站至京極站之間開通，此站啟用。當時為一般車站[1]。
- 1922年（大正11年）9月2日 - 路線改名為京極線。
- 1944年（昭和19年）7月1日 - 膽振縱貫鐵道在戰時被收購，膽振縱貫鐵道線國有化。膽振縱貫鐵道之路線名改名為膽振線[1]。京極線也編入至膽振線。
- 1971年（昭和46年）10月1日 - 結束處理貨物和行李[1][3]。同時成為無人車站[4][5]。
- 1986年（昭和61年）11月1日 - 膽振線全線廢除，此站也廢除[2]。

## 車站構造
截至車站廢除前，此站是地面車站，設有1面1線的單式月台。月台位於路軌西南邊（俱知安方向的列車會開啟左邊車門）。此站沒有設置轉轍器。曾經此站設有2面2線的相對式月台，當時可進行列車交會。後來其中一條路軌在廢除交會設備運用後，與月台一同被撤走。
此站是無人車站。在有人車站時代還有車站大樓。大樓位於站內西南方，鄰接月台中央部分。在無人化後，大樓正面事務室的部分窗口被板圍封。
在廢除交會設備後，路軌和月台被撤走。

## 站名的由來
車站名稱取自車站啟用時的所在地是倶知安町6號線。

## 使用狀況
- 在1981年度（昭和56年度），1日上下車人次為10人[4]。

## 車站周邊
- 國道276號（日语：国道276号）（尻別國道）[7]
- 俱知安町立東陵中學
- 俱知安町立東小學（日语：倶知安町立東小学校）
- 文化福祉中心 - 場地內展出了9600形蒸汽機車79615號機[8]。由於該機車是膽振線的「第二部個九六」[9]，該機車的頭牌中掛上了「第2個羊蹄」[8][9]。
- 倶知安峠 - 車站西方約5公里[4]。
- 尻別川（日语：尻別川）[7]
- 羊蹄山（蝦夷富士） - 位於車站南邊[7]。

## 現況
截至2001年（平成13年），車站遺址附近建設了紀念公園。公園內設有第3種止衝擋、路軌、月台和站名牌。月台旁邊設置了日本國鐵之舊型客車OHa46形OHa46 501和Yo6000形7900番台守車Yo7913，共2輛。另外，也設置了9600形蒸汽機車9669之車輪和紀念碑。公園內再現重現設有警報機的平交道。車輛內變成了公園高爾夫的休息處，人們可以登上車輛。車站大樓還存在，但是月台是模擬出來的。截至2010年（平成22年）和2011年（平成23年）也是同樣。此設施成為膽振線沿線唯一的紀念設施。另外，車站遺址實際上是在公園的西邊，該處的月台還存在，但是已被雜草覆蓋。

## 相鄰車站
日本國有鐵道
膽振線
參鄉－六鄉－俱知安

## 注腳
1. 1 2 3 4 5  石野哲（編）. . JTB. 1998: 860. ISBN 978-4-533-02980-6 （日语）.
2. 1 2  . 官報. 1986-10-14 （日语）.
3. ↑  . 官報. 1971-09-30 （日语）.
4. 1 2 3 4 5 6 7  書籍《国鉄全線各駅停車1 北海道690駅》（小學館，1983年7月發行）94頁。
5. ↑  . 鐵道公報 (日本國有鐵道總裁室文書課). 1971-09-30: 11 （日语）.
6. 1 2 3 4 5 6 7 8  書籍《北海道の鉄道廃線跡》（著：本久公洋，北海道新聞社，2011年9月發行）205,208頁。
7. 1 2 3  書籍《北海道道路地図 改訂版》（地勢堂，1980年3月發行）6頁。
8. 1 2  書籍《蒸気機関車完全名鑑 ビジュアル改訂版》（廣濟堂Best Book，2011年1月發行）53頁。
9. 1 2 3 4  書籍《鉄道廃線跡を歩くVIII》（JTB出版，2001年8月發行）68-69頁。
10. ↑  書籍《新 鉄道廃線跡を歩く1 北海道・北東北編》（JTB出版，2010年4月發行）152-154頁。